# Adelus
Adelus är ett släkte av skalbaggar. Adelus ingår i familjen vivlar.
Kladogram enligt Catalogue of Life:
| Adelus | \| \| Adelus cupreus \| \| \| \| |
|        | \| \| Adelus cupreus \| \| \| \| |
|        | Adelus cupreus                   |
|        |                                  |